# Harrisburg (Nueva York)
Harrisburg es un pueblo ubicado en el condado de Lewis en el estado estadounidense de Nueva York. En el año 2000 tenía una población de 423 habitantes y una densidad poblacional de 4 personas por km².

## Geografía
Harrisburg se encuentra ubicado en las coordenadas 43°49′2″N 75°39′4″O / 43.81722, -75.65111.

## Demografía
Según la Oficina del Censo en 2000 los ingresos medios por hogar en la localidad eran de 30.750 $ y los ingresos medios por familia eran 37.250 $. Los hombres tenían unos ingresos medios de 23.125 $ frente a los 21.071 $ para las mujeres. La renta per cápita para la localidad era de 13.785 $. Alrededor del 13,6% de la población estaban por debajo del umbral de pobreza.